# تورگلو
شهر تورگلو (به آلمانی: Torgelow) در ایالت مکلنبورگ-فورپومن در کشور آلمان واقع شده‌است.